# Kalgay
Kalgay, qalgha o qalğa era el título dado al heredero del kan de Crimea entre 1475 y 1783, cuando el territorio del kanato fue anexionado al Imperio ruso en 1783.
Según la costumbre mongola el título de kalgay correspondía al mayor de los hermanos o hijos del kan. La influencia de los hábitos de otros países en los que se elegía al hijo mayor como heredero al trono, condujo a menudo a disputas sobre el asunto de la sucesión en el kanato por llegar al poder.
El título fue creado por Menglí I Giray, quien designó a su hijo Mehmed I Giray como primer kalgay.